# Найду, Венкая
Венкая Найду (англ. Venkaiah Naidu; род. 1 июля 1949, Неллуру, Мадрасское президентство) — индийский государственный и политический деятель. Вице-президент Индии и председатель Раджья сабха с 2017 — по 2022 год. Ранее занимал должность министра жилищного строительства и борьбы с городской бедностью, городского развития, информации и телерадиовещания в правительстве Нарендры Моди. Известный лидер «Бхаратия джаната парти»: являлся председателем с 2002 по 2004 год. Ранее был министром союзного кабинета по развитию сельских районов в правительстве Атала Бихари Ваджпаи. 11 августа 2017 года принёс присягу в должности вице-президента Индии и председателя Раджья сабхы.

## Ранний период жизни
Родился 1 июля 1949 года в Чаватапалеме, округ Неллуру, штат Мадрас, в настоящее время Андхра-Прадеш. Окончил среднюю школу «Zilla Parishad» в Бучиреддипалеме и получил степень бакалавра политики и дипломатии в колледже. Позже получил степень бакалавра права со специализацией в области международного права в юридическом колледже Университета Андхра в Вишакхапатнаме.

## Политическая деятельность
Как студенческий лидер и политический деятель получил известность как оратор, отстаивавший интересы фермеров и развитие отстающих районов. Его ораторские способности и политическая активность продвинули политическую карьеру, и он был дважды избран депутатом Законодательного собрания Андхра-Прадеш от избирательного округа Удайгири в округе Неллор в 1978 и 1983 годах. Стал одним из самых популярных лидеров «Бхаратия джаната парти» в Андхре-Прадеше.
После службы на различных организационных постах «Бхаратия джаната парти» на уровне штата и страны, был избран членом Раджья сабхы от штата Карнатака в 1998 году. Он был переизбран дважды, в 2004 и 2010 годах, из Карнатаки.
После победы «Национально-демократического альянса» на всеобщих выборах 1999 года стал министром союзного кабинета по развитию сельских районов в правительстве, возглавляемом премьер-министром Аталом Бихари Ваджпаи. Был известен своим агрессивным продвижением реформ в развитии сельских районов и множеством схем, введённых в этот период, таких как «Прадхан Мантри Грам Садак Йоджана».
В 2003 году сменил Джана Кришнамурти на посту национального председателя «Бхаратия джаната парти». 28 января 2004 года был избран без возражений на полный трёхлетний срок. После поражения «Национально-демократического альянса» на всеобщих выборах 2004 года ушёл в отставку со своего поста 18 октября 2004 года, уступив место Лалу Кришне Адвани. Однако оставался в авангарде «Бхаратия джаната парти» как один из старших вице-президентов и важный участник кампании. Затем поднял вопрос об особом статусе Андхра-Прадеш в Раджья сабхе (в качестве члена оппозиции в феврале 2014 года) и потребовал предоставить статус штата особой категории. Премьер-министр Индии согласился с этим, хотя это предложение и не было включено в Закон о реорганизации.
Связан с «Swarna Bharat Trust», организацией социальных услуг, основанной им в Неллоре. Организация управляет школой для бедных, сирот и детей с особыми потребностями и предоставляет программы обучения самостоятельной занятости, особенно для женщин и молодёжи. 5 июля 2016 года одновременно занимал должность министра информации и телерадиовещания. Год спустя ушёл с обеих должностей, чтобы участвовать в выборах вице-президента в 2017 году. Одержал победу на выборах и стал 13-м вице-президентом Индии.